# 柴納 (緬因州)
柴納（英語：China）是一個位於美國緬因州肯納貝克縣的市鎮。

## 人口
根據2020年美國人口普查的數據，柴納的面積為147.27平方千米，當中陸地面積為129.19平方千米，而水域面積為18.08平方千米。當地共有人口4408人，而人口密度為每平方千米30人。